# Karsai Magdolna
 (mai 2012).
Si vous disposez d'ouvrages ou d'articles de référence ou si vous connaissez des sites web de qualité traitant du thème abordé ici, merci de compléter l'article en donnant les références utiles à sa vérifiabilité et en les liant à la section « Notes et références ».
Karsai Magdolna est une boxeuse de full-contact hongroise, vice-championne du monde en 2006.

## Carrière
En novembre 2001, elle entre à la dixième place du Fitness Pont Kupa 2001 au palais des congrès de Budapest.
Elle participe au championnat du monde de full-contact en 2006 et termine à la deuxième place. Elle est vaincue en finale par la Française Cindy Orain[réf. nécessaire].
Elle intègre les forces de police du comté de Csongrád-Csanád en tant qu'enseigne d'état-major et continue à participer aux rencontres sportives de la police. Elle est porte-drapeau.
Le 11 novembre 2023, dans la catégorie +40 ans, elle termine à la deuxième place du WKF Karate Kata en individuel féminin organisé par le ministère de l'intérieur et à la première place en équipe avec Bálint Gabriella et Köteles Hajnalka,.